# جيم ماركوس
جيم ماركوس (بالإنجليزية: Jim Marcus)‏ هو مغني أمريكي، ولد في 22 مارس 1966.

## وصلات خارجية
- الموقع الرسمي
- جيم ماركوس على موقع ميوزك برينز (الإنجليزية)
- جيم ماركوس على موقع ديسكوغز (الإنجليزية)